# Lazaros Christodoulopoulos
Lazaros Christodoulopoulos (Grieks: Λάζαρος Χριστοδουλόπουλος; Thessaloniki, 19 december 1986) is een Grieks voormalig betaald voetballer die doorgaans speelde als linksbuiten. Tussen 2005 en 2025 was hij actief voor PAOK Saloniki, Panathinaikos, Bologna, Hellas Verona, Sampdoria, AEK Athene, Olympiakos, Atromitos, Anorthosis Famagusta, Aris Saloniki en Iraklis Saloniki. Christodoulopoulos debuteerde in 2008 in het Grieks voetbalelftal en kwam uiteindelijk tot vijfendertig interlandoptredens.

## Clubcarrière
Christodoulopoulos werd in zijn geboorteplaats Thessaloniki gescout door amateurclubs Omonoia Sindos en Neapoli. In de zomer van 2004 verkaste de aanvaller naar de jeugdopleiding van PAOK Saloniki. Na één seizoen werd hij daar opgenomen in het eerste elftal. Op 16 november 2005 debuteerde Christodoulopoulos hiervoor, toen er met 1-2 werd gewonnen op bezoek bij Olympiakos. In 2006 was Christodoulopoulos op proef bij het Engelse Liverpool, maar PAOK wilde hem niet verkopen. Door dit conflict speelde hij een tijd niet veel voor de club.
Panathinaikos nam Christodoulopoulos voor vier miljoen euro over, waarbij hij een contract voor vier seizoenen ondertekende. Op 29 december 2011 verlengde hij deze verbintenis tot medio 2015. In 2012 was Liverpool opnieuw geïnteresseerd in de diensten van de linksbuiten, maar opnieuw kwam het niet tot een overgang. In 2013 moest Christodoulopoulos vertrekken doordat zijn salaris te zwaar op de begroting van Panathinaikos drukte. Datzelfde gold voor onder andere Nikos Spiropoulos, Loukas Vyntra en Sebastián Leto.
Bologna nam Christodoulopoulos transfervrij over. Hij tekende er op 31 januari 2013 voor de duur van drie seizoenen. Op 26 februari speelde de Griek voor het eerst mee met zijn nieuwe club. Tijdens een met 2–1 gewonnen duel met Fiorentina viel hij in voor Manolo Gabbiadini en scoorde hij de winnende treffer. Na een jaar verkaste de Griek naar Hellas Verona. Na opnieuw een jaar liet hij Verona tijdelijk achter zich, toen hij in augustus 2015 voor een seizoen verhuurd werd aan Sampdoria, terwijl Paweł Wszołek op huurbasis de omgekeerde weg bewandelde.
In de zomer van 2016 liet Christodoulopoulos Italië achter zich en hij keerde hierop terug naar zijn geboorteland Griekenland. In augustus zette de vleugelaanvaller zijn handtekening onder een tweejarige verbintenis bij AEK Athene. Na twee seizoenen bij AEK, afgesloten met een landstitel, vertrok de vleugelspeler naar Olympiakos, waar hij voor twee jaar tekende. Na twee seizoenen met respectievelijk zeventien en zes competitiewedstrijden nam Atromitos hem over.
Hij verkaste in de zomer van 2021 transfervrij naar Anorthosis Famagusta. Christodoulopoulos keerde in februari 2023 terug in Griekenland, toen hij voor een half seizoen bij Aris Saloniki tekende. Een jaar later tekende hij bij stadsgenoot Iraklis Saloniki. In de zomer van 2025 besloot Chrisodoulopoulos op achtendertigjarige leeftijd een punt achter zijn actieve loopbaan te zetten.

## Interlandcarrière
Christodoulopoulos maakte zijn debuut in het Grieks voetbalelftal op 5 februari 2008, toen er met 1–0 gewonnen werd van Tsjechië. Van bondscoach Otto Rehhagel mocht de aanvaller na een uur spelen invallen voor Georgios Samaras. Op 17 november 2010 kreeg hij zijn eerste basisplaats, tegen Oostenrijk. Zijn eerste doelpunt voor Griekenland scoorde Christodoulopoulos op 7 juni 2013. Tegen Litouwen maakte hij het enige doelpunt van de wedstrijd. In mei 2014 nam bondscoach Fernando Santos hem op in de selectie voor het wereldkampioenschap voetbal 2014 in Brazilië. Christodoulopoulos speelde twee duels van zijn land op het toernooi, waaronder ook de verloren achtste finale tegen Costa Rica.
| Interlands van Lazaros Christodoulopoulos voor Griekenland | Interlands van Lazaros Christodoulopoulos voor Griekenland | Interlands van Lazaros Christodoulopoulos voor Griekenland | Interlands van Lazaros Christodoulopoulos voor Griekenland | Interlands van Lazaros Christodoulopoulos voor Griekenland | Interlands van Lazaros Christodoulopoulos voor Griekenland | Interlands van Lazaros Christodoulopoulos voor Griekenland |
| №                                                          | Datum                                                      | Wedstrijd                                                  | Uitslag                                                    | Competitie                                                 | Goals                                                      |                                                            |
| Als speler bij PAOK Saloniki                               | Als speler bij PAOK Saloniki                               | Als speler bij PAOK Saloniki                               | Als speler bij PAOK Saloniki                               | Als speler bij PAOK Saloniki                               | Als speler bij PAOK Saloniki                               | Als speler bij PAOK Saloniki                               |
| ---------------------------------------------------------- | ---------------------------------------------------------- | ---------------------------------------------------------- | ---------------------------------------------------------- | ---------------------------------------------------------- | ---------------------------------------------------------- | ---------------------------------------------------------- |
| 1                                                          | 5 februari 2008                                            | Griekenland – Tsjechië                                     | 1 – 0                                                      | Vriendschappelijk                                          |                                                            |                                                            |
| 2                                                          | 19 mei 2008                                                | Griekenland – Cyprus                                       | 2 – 0                                                      | Vriendschappelijk                                          |                                                            |                                                            |
| Als speler bij Panathinaikos                               |                                                            |                                                            |                                                            |                                                            |                                                            |                                                            |
| 3                                                          | 3 maart 2010                                               | Griekenland – Senegal                                      | 0 – 2                                                      | Vriendschappelijk                                          |                                                            |                                                            |
| 4                                                          | 17 november 2010                                           | Oostenrijk – Griekenland                                   | 1 – 2                                                      | Vriendschappelijk                                          |                                                            |                                                            |
| 5                                                          | 4 juni 2011                                                | Griekenland – Malta                                        | 3 – 1                                                      | EK 2012 kwalificatie                                       |                                                            |                                                            |
| 6                                                          | 8 juni 2011                                                | Ecuador – Griekenland                                      | 1 – 1                                                      | Vriendschappelijk                                          |                                                            |                                                            |
| 7                                                          | 29 februari 2012                                           | Griekenland – België                                       | 1 – 1                                                      | Vriendschappelijk                                          |                                                            |                                                            |
| 8                                                          | 15 augustus 2012                                           | Noorwegen – Griekenland                                    | 2 – 3                                                      | Vriendschappelijk                                          |                                                            |                                                            |
| Als speler bij Bologna                                     |                                                            |                                                            |                                                            |                                                            |                                                            |                                                            |
| 9                                                          | 22 maart 2013                                              | Bosnië en Herzegovina – Griekenland                        | 3 – 1                                                      | WK 2014 kwalificatie                                       |                                                            |                                                            |
| 10                                                         | 7 juni 2013                                                | Litouwen – Griekenland                                     | 0 – 1                                                      | WK 2014 kwalificatie                                       | 20'                                                        |                                                            |
| 11                                                         | 14 augustus 2013                                           | Oostenrijk – Griekenland                                   | 0 – 2                                                      | Vriendschappelijk                                          |                                                            |                                                            |
| 12                                                         | 6 september 2013                                           | Liechtenstein – Griekenland                                | 0 – 1                                                      | WK 2014 kwalificatie                                       |                                                            |                                                            |
| 13                                                         | 10 september 2013                                          | Griekenland – Letland                                      | 1 – 0                                                      | WK 2014 kwalificatie                                       |                                                            |                                                            |
| 14                                                         | 11 oktober 2013                                            | Griekenland – Slowakije                                    | 1 – 0                                                      | WK 2014 kwalificatie                                       |                                                            |                                                            |
| 15                                                         | 15 oktober 2013                                            | Griekenland – Liechtenstein                                | 2 – 0                                                      | WK 2014 kwalificatie                                       |                                                            |                                                            |
| 16.                                                        | 5 maart 2014                                               | Griekenland – Zuid-Korea                                   | 0 – 2                                                      | Vriendschappelijk                                          |                                                            |                                                            |
| 17                                                         | 31 mei 2014                                                | Portugal – Griekenland                                     | 0 – 0                                                      | Vriendschappelijk                                          |                                                            |                                                            |
| 18                                                         | 3 juni 2014                                                | Nigeria – Griekenland                                      | 0 – 0                                                      | Vriendschappelijk                                          |                                                            |                                                            |
| 19                                                         | 6 juni 2014                                                | Bolivia – Griekenland                                      | 1 – 2                                                      | Vriendschappelijk                                          |                                                            |                                                            |
| 20                                                         | 24 juni 2014                                               | Griekenland – Ivoorkust                                    | 2 – 1                                                      | WK 2014                                                    |                                                            |                                                            |
| 21                                                         | 29 juni 2014                                               | Costa Rica – Griekenland                                   | 1 – 1 (5 – 3 n.s.)                                         | WK 2014                                                    |                                                            |                                                            |
| Als speler bij Hellas Verona                               |                                                            |                                                            |                                                            |                                                            |                                                            |                                                            |
| 22                                                         | 7 september 2014                                           | Griekenland – Roemenië                                     | 0 – 1                                                      | EK 2016 kwalificatie                                       |                                                            |                                                            |
| 23                                                         | 14 november 2014                                           | Griekenland – Faeröer                                      | 0 – 1                                                      | EK 2016 kwalificatie                                       |                                                            |                                                            |
| 24                                                         | 18 november 2014                                           | Griekenland – Servië                                       | 0 – 2                                                      | Vriendschappelijk                                          |                                                            |                                                            |
| 25                                                         | 29 maart 2015                                              | Hongarije – Griekenland                                    | 0 – 0                                                      | EK 2016 kwalificatie                                       |                                                            |                                                            |
| 26                                                         | 13 juni 2015                                               | Faeröer – Griekenland                                      | 2 – 1                                                      | EK 2016 kwalificatie                                       |                                                            |                                                            |
| Als speler bij Sampdoria                                   |                                                            |                                                            |                                                            |                                                            |                                                            |                                                            |
| 27                                                         | 4 juni 2016                                                | Australië – Griekenland                                    | 1 – 0                                                      | Vriendschappelijk                                          |                                                            |                                                            |
| 28                                                         | 7 juni 2016                                                | Australië – Griekenland                                    | 1 – 2                                                      | Vriendschappelijk                                          |                                                            |                                                            |
| Als speler bij AEK Athene                                  |                                                            |                                                            |                                                            |                                                            |                                                            |                                                            |
| 29                                                         | 10 oktober 2017                                            | Griekenland – Gibraltar                                    | 4 – 0                                                      | WK 2018 kwalificatie                                       |                                                            |                                                            |
| 30                                                         | 12 november 2017                                           | Griekenland – Kroatië                                      | 0 – 0                                                      | WK 2018 kwalificatie                                       |                                                            |                                                            |
| 31                                                         | 23 maart 2018                                              | Griekenland – Zwitserland                                  | 0 – 1                                                      | Vriendschappelijk                                          |                                                            |                                                            |
| 32                                                         | 27 maart 2018                                              | Egypte – Griekenland                                       | 0 – 1                                                      | Vriendschappelijk                                          |                                                            |                                                            |
| Als speler bij Olympiakos                                  |                                                            |                                                            |                                                            |                                                            |                                                            |                                                            |
| 33                                                         | 11 september 2018                                          | Hongarije – Griekenland                                    | 2 – 1                                                      | Nations League 2018/19                                     |                                                            |                                                            |
| 34                                                         | 12 oktober 2018                                            | Griekenland – Hongarije                                    | 1 – 0                                                      | Nations League 2018/19                                     |                                                            |                                                            |
| 35                                                         | 15 oktober 2018                                            | Finland – Griekenland                                      | 2 – 0                                                      | Nations League 2018/19                                     |                                                            |                                                            |

## Erelijst
| Competitie      |               |               |               |               |
| Competitie      | Aantal        | Jaren         |               |               |
| Panathinaikos   | Panathinaikos | Panathinaikos | Panathinaikos | Panathinaikos |
| --------------- | ------------- | ------------- | ------------- | ------------- |
| Super League    | 1             | 2009/10       |               |               |
| Kupello Elladas | 1             | 2009/10       |               |               |
| AEK Athene      |               |               |               |               |
| Super League    | 1             | 2017/18       |               |               |
| Olympiakos      |               |               |               |               |
| Super League    | 1             | 2019/20       |               |               |
| Kupello Elladas | 1             | 2019/20       |               |               |